# Мангідай (Александровськ-Сахалінський район)
Мангіда́й (рос. Мангидай) — село (колишнє селище) у складі Александровськ-Сахалінського району Хабаровського краю, Росія.

## Населення
Населення — 86 осіб (2010; 157 у 2002).
Національний склад (станом на 2002 рік):
- росіяни — 87 %